# フレドリック・イェンセン (サッカー選手)
フレドリック・イェンセン（Fredrik Jensen，1997年9月9日 - ）は、フィンランド・ポルヴォー出身のサッカー選手。ポジションミッドフィールダー。アリス・テッサロニキ所属。

## クラブ経歴
FCホンカ、HJKヘルシンキのユースチームでプレーした後、2013年秋にオランダのFCトゥウェンテのユースチームに加入した。2016年秋にトップチームデビュー。
2018年6月27日、FCトゥウェンテのエールステ・ディヴィジ降格に伴いFCアウクスブルクに5年契約で移籍した。
2025年7月1日、アリス・テッサロニキに3年契約で移籍した。

## 代表歴
2017年3月28日、オーストリア代表との親善試合でフィンランド代表デビュー。この試合で代表初得点も決めた。2018 FIFAワールドカップ・ヨーロッパ予選とUEFA EURO 2020予選にも出場し、代表史上初となるEURO本大会出場権獲得に貢献した。

### 代表戦での得点
| No. | 開催日         | 開催地         | 対戦国       | 得点 | 結果 | 試合概要                      |
| --- | -------------- | -------------- | ------------ | ---- | ---- | ----------------------------- |
| 1   | 2017年3月28日  | インスブルック | オーストリア | 1–1  | 1–1  | 親善試合                      |
| 2   | 2018年3月26日  | ベレク         | マルタ       | 4–0  | 5–0  | 親善試合                      |
| 3   | 2019年3月26日  | エレバン       | アルメニア   | 1–0  | 2–0  | UEFA EURO 2020予選            |
| 4   | 2019年10月15日 | トゥルク       | アルメニア   | 1–0  | 3–0  | UEFA EURO 2020予選            |
| 5   | 2020年9月6日   | ダブリン       | アイルランド | 1–0  | 1–0  | UEFAネーションズリーグ2020-21 |
| 6   | 2020年10月11日 | ヘルシンキ     | ブルガリア   | 2–0  | 2–0  | UEFAネーションズリーグ2020-21 |
| 7   | 2020年10月14日 | ヘルシンキ     | アイルランド | 1–0  | 1–0  | UEFAネーションズリーグ2020-21 |

## 人物
スウェーデン系フィンランド人である。
兄のリカルドもサッカー選手で、ローダJCなどでプレーしている。